# Jordan Spieth
Jordan Spieth (* 27. Juli 1993 in Dallas, Texas) ist ein US-amerikanischer Profigolfer der PGA Tour.

## Karriere
Nach einer sehr erfolgreichen Amateurlaufbahn im Golf-Team der University of Texas, inklusive zweier Siege bei der U.S. Junior Amateur Golf Championship 2009 und 2011, wurde Spieth im Jahre 2012 Berufsgolfer. Im Jahr 2013 gewann er sein erstes Turnier auf der PGA Tour, die John Deere Classic. Spieth war Mitglied des siegreichen amerikanischen Teams beim Presidents Cup 2013. Fred Couples wählte Spieth persönlich als einen von zwei Captain’s Picks aus.
Am 27. September 2013 wurde Spieth zum Rookie of the Year der PGA Tour gewählt. Im Jahr 2014 qualifizierte er sich als Siebter der Geldrangliste für das US-Team des Ryder Cup 2014.
Sein bislang erfolgreichstes Jahr war 2015: Mit dem Sieg beim Masters gewann er sein erstes Major-Turnier. Wenig später errang er bei den US Open seinen zweiten Major-Titel. Durch einen zweiten Platz bei der PGA Championship wurde er zur neuen Nummer 1 der Golfweltrangliste. Ein Sieg bei der abschließenden Tour Championship bedeutete für Spieth auch den Sieg im Playoff der PGA-Tour, dem FedEx Cup. Mit 12 Millionen US-Dollar gewann er so viel Preisgeld in einer Saison wie kein Golfer vor und bislang auch nach ihm.
Am 10. Januar 2016 gewann Spieth das Tournament of Champions der USPGA Tour auf Hawaii. Mit diesem Sieg zog er mit Tiger Woods gleich in der Zahl der Turniersiege unter 23 Jahren und wurde mit 262 Schlägen zum zweiten Spieler nach Ernie Els im Jahre 2003, der ein Turnier über 4 Runden auf einem mindestens Par 72-Kurs mit 30 Schlägen unter Par oder besser beendete. Dies gelang ihm auf dem Par 73-Kurs Kapalua Plantation Course auf Maui.

## Trivia
Spieth ist bekannt für seine unorthodoxe Grifftechnik beim Putten, die als cross-handed oder left-hand-low bezeichnet wird.

## Privates
Jordan Spieth hat zwei Geschwister und besuchte als Jugendlicher die St. Monica Catholic School, ehe er dann 2011 an einer Jesuitenschule in Dallas seinen Highschoolabschluss machte.
In der Komödie Happy Gilmore 2 von 2025 spielt er sich selbst.

## Turniersiege

### Major-Championship-Siege (3)
- 2015: The Masters, US Open
- 2017: The Open Championship

### PGA-Tour-Siege (10)
- 2013: John Deere Classic
- 2015: Valspar Championship, John Deere Classic, The Tour Championship
- 2016: Hyundai Tournament of Champions, Dean & DeLuca Invitational
- 2017: AT&T Pebble Beach National Pro-Am, Travelers Championship
- 2021: Valero Texas Open
- 2022: RBC Heritage

### PGA-Tour-of-Australasia-Siege (2)
- 2014: Emirates Australian Open
- 2016: Emirates Australian Open

### Weitere Turniersiege (1)
- 2014: Hero World Challenge (Einladungsturnier von Tiger Woods)

## Resultate bei Major-Championships
| Tournament            | 2012 | 2013 | 2014 | 2015 | 2016 | 2017 | 2018 |
| --------------------- | ---- | ---- | ---- | ---- | ---- | ---- | ---- |
| The Masters           | DNP  | DNP  | T2   | 1    | T2   | T11  | 3    |
| US Open               | T21  | CUT  | T17  | 1    | T37  | T35  | CUT  |
| The Open Championship | DNP  | T44  | T36  | T4   | T30  | 1    | T9   |
| PGA Championship      | DNP  | CUT  | CUT  | 2    | T13  | T28  | T12  |

| Turnier               | 2019 | 2020 | 2021 | 2022 | 2023 | 2024 | 2025 |
| --------------------- | ---- | ---- | ---- | ---- | ---- | ---- | ---- |
| The Masters           | T21  | T46  | T3   | CUT  | T4   | CUT  | T14  |
| PGA Championship      | T3   | T71  | T30  | T34  | T29  | T43  | CUT  |
| US Open               | T65  | CUT  | T19  | T37  | CUT  | T41  | T23  |
| The Open Championship | T20  | KT   | 2    | T8   | T23  | T25  | T40  |

LA= Bester Amateur

DNP = nicht teilgenommen

CUT = Cut nicht geschafft

„T“ geteilte Platzierung

KT = Kein Turnier (Ausfall wegen Covid-19)

Grüner Hintergrund für Sieg

Gelber Hintergrund für Top 10.

## Teilnahme an Mannschaftswettbewerben
- Ryder Cup: 2014, 2016 (Sieger), 2018
- Presidents Cup: 2015 (Sieger), 2017 (Sieger)